# Robert Barran
Pour les articles homonymes, voir Barran (homonymie).
Pierre Jean Barran, dit Robert Barran, né le 13 janvier 1918 à Arudy (Basses-Pyrénées) et mort le 20 janvier 1978 à Paris (12e arrondissement), est un joueur français de rugby à XIII et de rugby à XV, troisième ligne aile du Stade toulousain (1,87 m, 87 kg), auparavant treiziste au Toulouse olympique XIII.

## Biographie
Natif de la vallée d'Ossau, Robert Barran est formé au rugby à XV au Football club oloronais, pépinière de talent, ayant formé des joueurs comme Théophile Cambre, Georges Caussarieu, ou Louis Brané. Il débute à 18 ans en équipe première.
Interne au Lycée de Pau, il intègre l'équipe des Coquelicots de Pau. C'est à cette époque que Barran développe une admiration pour Albert Cazenave, capitaine des champions de France de 1928.
Licencié en droit, il mène une carrière sportive. Il obtient un premier titre de champion de France honneur (2e division) avec l'Avenir valencien en 1938. Puis il joue au rugby à XIII au Toulouse Olympique. Durant la guerre et l'interdiction du rugby à XIII, Robert Barran est capitaine du Toulouse Olympique XV — ex XIII — (devenu Club Français en 1943), et s'illustre par des actes de résistance qui lui valent d'être nommé viguier d'Andorre à la Libération. Il prend ensuite rapidement les commandes d'une formation animée par Yves Bergougnan au Stade toulousain, réalisant le doublé coupe-championnat en 1947, alors qu'il reprend des études de droit à Toulouse.
Il entraîne ensuite le FC Auch entre 1952 et 1954.

### Le journaliste sportif
Il devient journaliste sportif au Patriote de Toulouse puis à Miroir Sprint, hebdomadaire sportif dont il est rédacteur en chef à partir de 1966. Spécialiste de la rubrique rugby, il participe à la création par les éditions Miroir Sprint, du mensuel sportif spécialisé, Miroir du rugby. Il est aussi chroniqueur à Libération puis à L'Humanité à partir de 1964. En 1966, il reçoit le Prix du meilleur article sportif (Prix Martini).
Jusqu'en 1974, il est également commentateur de matches internationaux télévisés, ainsi que sur les ondes radiophoniques d'Europe 1.
En parallèle à son activité journalistique, il rédige plusieurs ouvrages sur son sport de prédilection.

### Hommages
Il est chevalier de la Légion d'honneur pour sa participation à la Résistance. Le nom de Robert-Barran a été donné à plusieurs stades de diverses villes de France.

## Palmarès
- Championnat de France de première division :
  - Vainqueur (1) : 1947
- Coupe de France :
  - Vainqueur (3) : 1944 (avec le Toulouse olympique), 1946 et 1947 (le record pour cette compétition, avec Yves Bergougnian)
- Capitaine du Toulouse olympique et du Stade toulousain
- Également entraîneur du Stade, toujours en 1946-47 puis du FC Auch entre 1952 et 1954.

## Œuvres
- Du rugby et des hommes, éd. Albin Michel, 1971
- Le rugby des villages, éd. Les éditeurs français réunis, 1974
- Rugby. La technique. La tactique. L'entrainement, éd. Robert Laffont, 1974.